# سيدة خليل
سيدة خليل، فنانة مصرية ولدت بالقليوبية عام 1970 وحصلت على بكالوريوس التربية الفنية جامعة حلوان عام 1994. حصلت على منحة التبادل الثقافى بين مصر وألمانيا 2002، كذلك حصلت على الماجستير والدكتوراه في قسم التعبير المجسم تخصص النحت عام 2006. تعمل أستاذاً للنحت بكلية التربية الفنية جامعة حلوان. تعد سيدة خليل أول سيدة مصرية تستخدم الليزر في الفن عام 2000، كانت أول من قدم تجربة مصرية في فن التصوير ثلاثي الأبعاد «الهيلوجرافى».
تستخدم «سيدة» خامات متنوعة كـ الأكريلك والنحاس والضوء في أعمالها الفنية، لصنع تشكيل نحتى ثلاثى الأبعاد معتمداً على تحريك الشرائح والتفريغ مع الشفافية والإعتام. مستخدمة تقنية التركيب.
تركز «سيدة» على الجوانب الإنسانية في أعمالها مبتعدة عن الأفكار التقليدية. وتنشغل بالتعبير عن علاقة المرأة والرجل بصور متعددة داخل منحوتاتها، وقد أختارت النحت للتعبير عن أفكارها ورؤياها للحياة. فأعمالها لا ترتبط بالقواعد التشكيلية والكلاسيكية في النحت، فالأشكال الآدمية لديها مسطحة إلى حدما وأكثر نحافة، أشبة بأشكال هيكلية أوكهفية تعود إلى العصور الأولى.
كتب د.مصطفى الرزار متحدثاً عن معرضها «ضد الجاذبية» 2015 أن «مكمن القوة في أعمال هذا المعرض عما سبقه هو الجمع بين الإحكام والحرفية في مستواها الرفيع، والحسابات العقلية والجمالية، مع الحفاظ على المشاعر والسجية اللذين يدعوان للدهشة، مع نزعة صوفية اختزالية بليغة. هي أعمال مينيمالية بدرجة ما، وتراثية تستدعى خيال ونبض وجروح الإنسان الأول في تعبيره الفنى وحكمة الأوزان الجمالية المعاصرة وحساباتها الموديولية. هناك في تلك الأعمال أحكام وإيقاع وتوازن، وفيها تحليق وتخفف من أسر الجاذبية بفعل الشفافية وتتابع الراقات وحسابات المتعامدات والميول المحسوبة». فقد وضعت الأعمال داخل صناديق من الزجاج للتأكيد على الشفافية، بالإضافة لتحريك الشرائح التي تصنع منها المنحوتات، والتي مثلث في الغالب أشخاصا في وضع حركة يبحثون عن الضوء والحرية ويتطلعون لغد مشرق، ويبحثون عن سر الوجود، هذا السر الذي يجعلنا أكثر طمأنينة ومحبة.
في معرضها «خارج الإطار» الذي أقيم بقاعة «أوبونتو» 2016 سعت لتحرير شخصيتها من إطارها المغلق. وضم المعرض منحوتات أغلبها صغيرة الحجم، في تطور لعلاقة الهندسيات بالفراغ، والشكل الإنساني عبر تجربتها التي بدأت في أوائل التسعينات. 
فمن خلال المزج بين الأشكال الهندسية وبناء الإنسان الهندسي، تتغير نظرتنا للأشياء ونعيد التفكير في ما تحمله من دلالة، ففى عمل كـ«الساعة» نشاهد كيف يحاصر الزمن الإنسان المتمثل في عقارب الساعة، وفي عمل آخر نجد الإنسان داخل ما يشبه متاهة يحاول الخروج منها. 
سيدة خليل شاركت في العديد من المعارض الفردية والجماعية المحلية والدولية منذ 1995 حتى الآن. شاركت في العديد من ورش العمل المحلية والدولية

## المعارض الخاصة
1999 –6 من الفنانين – قاعة راتب صديق ـ آتيليه القاهرة 
2006– «أول مرة» بمركز الفنون - مكتبة الإسكندرية.
2009 – مركز سعد زغلول الثقافي (بيت الأمة).
2010 - قاعة حورس بكلية التربية الفنية.
2011 – قاعة الشهيد احمد بسيوني بكلية التربية الفنية.
2014 – مركز سعد زغلول الثقافي (بيت الأمة).
2015 – ضد الجاذبية - جاليري أوبونتو.
2016 – خارج الإطار – جاليري أوبونتو 

## المعارض الجماعية الدولية
2001 - معرض مهرجان شتاء سراييفو الدولي – سراييفو.
2002– معرض جماعي ـ المدرسة العليا للفنون – جامعة الفنون التطبيقية – مونستر – ألمانيا
2016 – معرض CONTEXT New York art fair , الولايات المتحدة الأمريكية.
2016 – معرض CONTEXT art Miami ، الولايات المتحدة الأمريكية.
حصلت على العديد من الجوائز في مجال النحت وعلى مجمع الأعمال. لديها مقتنيات في متحف الفن الحديث في القاهرة-مصر، ولدى بعض الأفراد بمصر والخارج.